# درو فرناندز
پدرو فرناندز سارمینتو (متولد ۱۲ ژانویه ۲۰۰۸) (به انگلیسی: Pedro Fernández Sarmiento)، معروف به درو (به انگلیسی: Dro)، یک فوتبالیست اسپانیایی است که به عنوان هافبک تهاجمی یا وینگر بازی می‌کند. او فارغ‌التحصیل آکادمی فوتبال باشگاه بارسلونا یا لاماسیاست.

## دوران حرفه‌ای باشگاهی

### دوران جوانی
درو در سال ۲۰۲۴ به آکادمی بارسلونا پیوست. در فصل ۲۰۲۴/۲۵، او برای تیم‌های نوجوانان B و نوجوانان A و همچنین در لیگ جوانان یوفا بازی کرد. او در مجموع ۳۸ بازی انجام داد: ۱۹ بازی در نوجوانان B (۷ گل)، ۱۲ بازی در نوجوانان A (۳ گل) و ۷ بازی در لیگ جوانان یوفا (۲ گل).

### اولین بازی برای باشگاه بارسلونا
در ژوئیه ۲۰۲۵، درو در تیم اصلی بارسلونا برای تور پیش فصل ژاپن با مربی‌گری هانسی فلیک قرار گرفت.
درو اولین بازی «غیررسمی» خود را برای بارسلونا انجام داد، زمانی که در دقیقه ۷۸ در یک بازی دوستانه پیش فصل مقابل ویسل کوبه در ۲۷ ژوئیه ۲۰۲۵ به جای مارکوس رشفورد وارد زمین شد. این بازیکن ۱۷ ساله در دقیقه ۸۷ گلزنی کرد تا نتیجه ۱–۳ شود.

## آمار
| مسابقه          | مسابقات | اهداف |
| نوجوان ب        | ۱۹      | ۷     |
| نوجوان الف      | ۱۲      | ۳     |
| لیگ جوانان یوفا | ۷       | ۲     |
| --------------- | ------- | ----- |